# Mallocephala rubripes
Mallocephala rubripes är en fjärilsart som beskrevs av Blanchard 1852. Mallocephala rubripes ingår i släktet Mallocephala och familjen björnspinnare. Inga underarter finns listade i Catalogue of Life.